# Hashtag
Un hashtag (pronunciado [xaʃtaɣ]; también traducido como etiqueta, almohadilla, gato o numeral) es una palabra clave clicable. Técnicamente, es una cadena de caracteres formada por una o varias palabras concatenadas y precedidas por una almohadilla o numeral (#). Es, por lo tanto, una etiqueta de metadatos precedida de un carácter especial con el fin de que tanto el sistema como el usuario la identifiquen de forma rápida. Se usa en servicios web tales como Twitter, Telegram, FriendFeed, Facebook, Google+, Instagram, Weibo o en mensajería basada en protocolos IRC para señalar un tema sobre el que gira cierta conversación.

## Origen
La palabra inglesa se compone de dos partes: hash, con el significado de almohadilla o numeral y tag, que significa etiqueta. El uso del símbolo de almohadilla o numeral como forma de etiquetar la información ya existía en servicios como los canales IRC o Jaiku, pero su uso poco tenía que ver con el que se le da hoy en día en servicios como Twitter, que es donde el hashtag ha tomado la definición y el uso propios que tienen actualmente. Sin embargo, ya existía cierto consenso sobre su uso; así que cuando Chris Messina, trabajador de Google, decidió en el 2007 implementar una forma de relacionar directamente los mensajes de los usuarios de Twitter eligió usar este carácter. Si bien es cierto que, como el uso que se le da es completamente distinto, otras fuentes sostienen que no es un sistema heredado ni de IRC ni de Jaiku; sino una invención propia. Sea como sea, lo propuso a través del propio Twitter, siendo el primer uso que se le dio en esta plataforma:

how do you feel about using # (pound) for groups. As in #barcamp [msg]?

El primer uso por parte del público se atribuye a un residente de San Diego (California), Nate Ritter, quien incluyó #sandiegofire en sus mensajes sobre los Incendios forestales en California de octubre de 2007, aunque lo cierto es que hay usos anteriores por parte de Walter Kobylanski en mayo de 2007. Así, el uso de etiquetas en Twitter se hizo frecuente en todo el mundo, como en las Protestas electorales en Irán de 2009. Desde el 1 de julio de 2009 Twitter añade un hipervínculo automáticamente a todos las etiquetas con la búsqueda de estos en el sistema. Su uso se acentuó en 2010 con la introducción de las tendencias en su página principal.

## Usos y funcionamiento

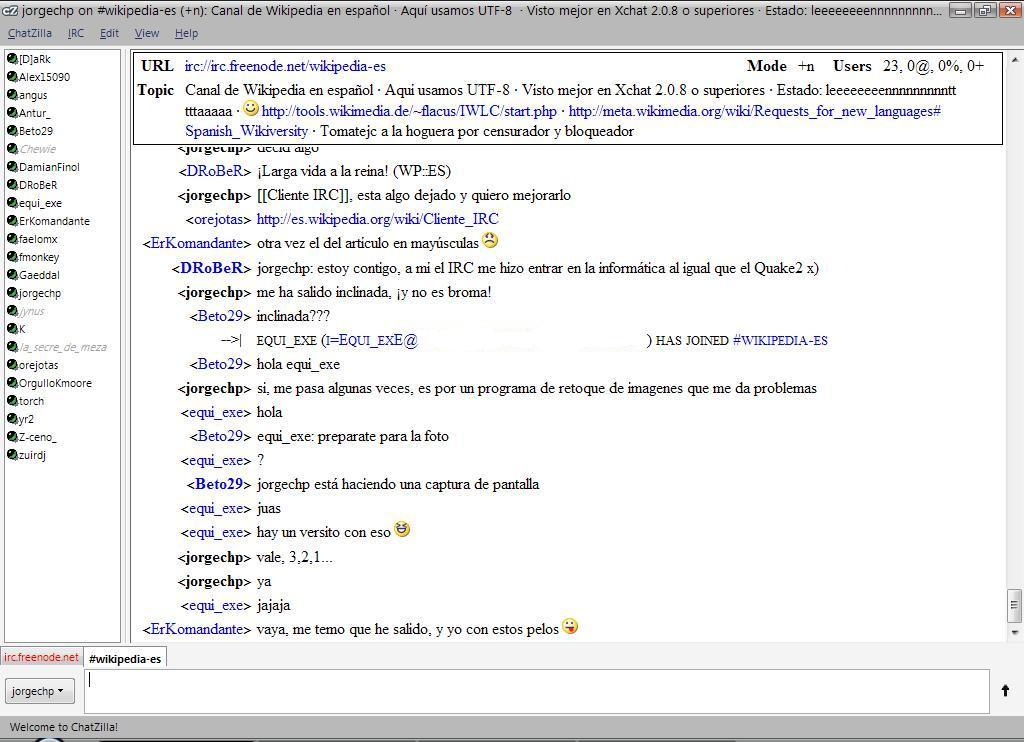
Canal irc de Wikipedia usando el cliente ChatZilla. En el encabezado de la ventana puede verse el uso de etiquetas.

Una etiqueta representa un tema. Sin embargo, dependiendo del servicio web las etiquetas indican cosas distintas.
En los servicios de microblogueo, en el que varios usuarios publican mensajes mediante técnicas de difusión; una hashtag indica un mismo tema sobre el que cualquier usuario puede hacer un aporte u opinión personal con solo escribir dicho hashtag en el mensaje. Por ejemplo:

Apenas aproveché el fin de semana y hoy tengo que volver al trabajo. #OdioLosLunes

Posteriormente, un usuario podrá buscar la cadena #OdioLosLunes y este mensaje estará presente en los resultados de la búsqueda junto con otros mensajes con la misma etiqueta. El uso masivo de una misma etiqueta determina una tendencia.
En otros servicios como los basados en IRC una etiqueta da el nombre a la sala, tratándose así de un medio de indicar el tema de conversación. Sin embargo, la diferencia es que en estos protocolos no se usa de forma generalizada la difusión, sino que mediante multidifusión los usuarios solo reciben los mensajes que comparten ese mismo etiqueta, dando lugar a lo que se conoce como sala de un chat. 
Las etiquetas no distinguen entre mayúsculas y minúsculas, pero a menudo se emplea el llamado CamelCase (o uso de mayúsculas en una posición distinta de la inicial) para mejorar la legibilidad.
Aunque las etiquetas son conocidos gracias a Twitter, existían mucho antes de su creación y posteriormente también se han incorporado a otros servicios web aun sin estar orientados al envío de mensajes cortos. Por ejemplo, YouTube, Google Plus, Taringa, Menéame, Tik Tok, Instagram, entre otros, hoy día son un elemento fundamental en la estrategia de cada creador de contenido o influencer.
En 2012, la convención social #ThrowbackThursday, abreviada como #TBT, se popularizó. Esta consiste en publicar contenido audiovisual (fotografías o vídeos) de, originalmente, al menos un año de antigüedad. No obstante, dada la popularidad y visibilidad que puede llegar a conseguir, actualmente su uso se ha reducido a un simple método para obtener más visitas.
En Twitter, algunas etiquetas relacionadas con acontecimientos importantes o personajes públicos (eventos deportivos como los Juegos Olímpicos, estrenos de películas, álbumes de artistas famosos, entregas de premios como los Óscars, entre otros) contienen una pequeña ilustración personalizada o un emoji. Así mismo, reciben el nombre de 'hashflags', llamados así porque al principio solo mostraba banderas. Un ejemplo se encuentra en 2016 con el estreno de la película “Batman V Superman”, la etiqueta de la cual incorporaba el emoticono de un murciélago. Aunque Twitter comenzó a experimentar con ellos con la Copa Mundial de Fútbol de 2010, no fue hasta 2018-2020 cuando su uso se extendió.
Dado su carácter pegadizo y el énfasis que aporta a los mensajes, el uso de etiquetas no solo está limitado a dispositivos digitales, sino que también se ha trasladado al lenguaje oral, llegando a formar parte del vocabulario de las generaciones más jóvenes. La palabra es usada en su integridad para expresar mensajes culturales con mayor precisión. Ejemplos incluyen #YOLO (You Only Live Once, “solo vives una vez”) y #swag, palabra popularizada durante principios de la década de 2010.
Otro ejemplo muy conocido es un sketch de comedia realizado en 2013 durante The Tonight Show de Jimmy Fallon, con el cantante Justin Timberlake como invitado. En este segmento se burlaron del abuso de las etiquetas como palabra oral.
Por otra parte, también se puede expresar como un gesto de manos. Así pues, estos metadatos que llamamos etiquetas se han establecido como una tecnología semiótica.

### Causas sociales
A lo largo de los años, estas etiquetas han adquirido un carácter social, llegando a ser vehículo de difusión del mensaje de muchas causas, como por ejemplo el movimiento Me Too y Black Lives Matter. Este primero se inició con el tuit de la actriz Alyssa Milano, en el cual denunciaba el abuso sexual sufrido por mujeres. Este segundo comenzó en 2014 tras las muertes de Michael Brown y Eric Garner, pero el verano de 2020 volvió a extenderse el uso a causa de la violencia policial fatalmente sufrida por George Floyd.

### Noticias falsas (Fake newsen inglés)
Durante las elecciones presidenciales de Estados Unidos de 2016, WikiLeaks filtró correos electrónicos personales de Hillary Clinton y John Podesta. El contenido interpretado como pedófilo de éstos desató una serie de teorías conspirativas que se extendieron por redes sociales como Twitter, 4chan y 8chan principalmente con la etiqueta #pizzagate, pero también con #SaveOurChildren y #StopChildAbuse.

## Sociedad Americana del Dialecto
Por decisión de la Sociedad Americana del Dialecto la palabra etiqueta usada en la red social de microblogueo Twitter para hacer notar temas o crear una tendencia en la web, fue seleccionada como la palabra más popular en 2012 en los Estados Unidos. El presidente de la ADS, Ben Zimmer declaró que la etiqueta se convirtió en un fenómeno omnipresente en todo el mundo. Zimmer expresó que en Twitter y otras redes sociales, las distintas etiquetas han creado tendencias sociales inmediatas, al ser capaces de expandir mensajes de toda índole.
Ya que en la actualidad la influencia de las redes sociales es constante en la población de todo el mundo al incorporar nuevas palabras, en octubre de 2014, la 23.ª edición del Diccionario de la Real Academia Española (RAE) acepta tuit y tuitear, además de otros términos como hacker, chat, SMS, bloguero o USB. Es el reflejo de las modificaciones en el vocabulario de los hispanohablantes en los últimos años.

## Lista parcial de etiquetas populares
- #MeToo
- #NiUnaMenos
- #SeraLey
- #XIsOverParty (X: nombre de personaje público)
- #BlackLivesMatter o #BLM
- #FakeNews
- #follow4follow
- #FollowFriday
- #like4like
- #nofilter
- #NotMyPresident
- #photooftheday
- #selfie
- #summer
- #tbt
- #YOLO